# Estación de Cercottes
La estación de Cercottes es una estación ferroviaria francesa de la línea París - Burdeos, situada en la comuna de Cercottes, en el departamento de Loiret, en la región de Centro. Por ella circulan los trenes regionales que unen París con el centro de Francia.

## Historia
Fue inaugurada el 5 de mayo de 1843. Inicialmente, fue gestionada por la Compagnie du chemin de fer de Paris à Orléans hasta que en 1938 las seis grandes compañías privadas que operaban la red se fusionaron en la empresa estatal SNCF. Desde 1997 la gestión de las vías corresponde a la RFF mientras que la SNCF gestiona la estación.

## Descripción
La estación, la última antes de Orléans en dirección a Burdeos, se configura como un simple apeadero. Dispone de 2 andenes laterales y de 3 vías, una de ellas, la central no tiene acceso a andén. Los cambios de vías se realizan por un paso subterráneo. Posee paneles informativos, y pequeños refugios cubiertos en los andenes.

## Servicios ferroviarios

### Regionales
Los trenes regionales TER Centro de la Línea París - Orleans transitan por la estación a razón de varios desplazamientos diarios. 